# Чиста у Хореку
Чиста у Хореку (чеш. Čistá u Horek) је насељено мјесто са административним статусом сеоске општине (чеш. obec) у округу Семили, у Либеречком крају, Чешка Република.

## Становништво
Према подацима о броју становника из 2014. године насеље је имало 588 становника.